# I liga polska w koszykówce mężczyzn (2006/2007)
I liga polska w koszykówce mężczyzn 2006/2007 – 53. edycja drugiego poziomu rozgrywek koszykówki mężczyzn w Polsce, organizowana przez PZKosz. Triumfatorem rozgrywek został MTS Basket Kwidzyn. Do Polskiej Ligi Koszykówki 2007/2008 awansowała także Victoria Górnik Wałbrzych.

## Kluby
- Grono Zielona Góra
- MTS Basket Kwidzyn
- PBG Basket Poznań
- PTG Sokół Łańcut
- Resovia Rzeszów
- Siarka Jezioro Tarnobrzeg
- Sportino Inowrocław
- Sportowiec Częstochowa
- Spójnia Stargard Szczeciński
- Stal Stalowa Wola
- Start AZS Lublin
- Tarnovia Tarnowo Podgórne
- Victoria Górnik Wałbrzych
- Znicz Basket Pruszków

## Sezon zasadniczy

### Tabela końcowa
awans do play-off
     faza play-out
| Lp. | Drużyna                      | M  | Mecze | Mecze | Punkty | Punkty | Punkty | Punkty   | Pkt |
| Lp. | Drużyna                      | M  | W     | P     | +      | -      | +/-    | Stosunek | Pkt |
| --- | ---------------------------- | -- | ----- | ----- | ------ | ------ | ------ | -------- | --- |
| 1.  | Grono Zielona Góra           | 26 | 19    | 7     | 1795   | 1579   | +216   | 0.7308   | 45  |
| 2.  | Victoria Górnik Wałbrzych    | 26 | 18    | 8     | 2001   | 1865   | +136   | 0.6923   | 44  |
| 3.  | MTS Basket Kwidzyn           | 26 | 17    | 9     | 2059   | 1871   | +188   | 0.6538   | 43  |
| 4.  | Sportino Inowrocław          | 26 | 17    | 9     | 2033   | 1952   | +81    | 0.6538   | 43  |
| 5.  | Stal Stalowa Wola            | 26 | 13    | 13    | 2074   | 2020   | +54    | 0.5000   | 39  |
| 6.  | Znicz Basket Pruszków        | 26 | 13    | 13    | 2084   | 2115   | -31    | 0.5000   | 39  |
| 7.  | Siarka Jezioro Tarnobrzeg    | 26 | 13    | 13    | 2032   | 2074   | -42    | 0.5000   | 39  |
| 8.  | Resovia Rzeszów              | 26 | 12    | 14    | 2062   | 2083   | -21    | 0.4615   | 38  |
| 9.  | PTG Sokół Łańcut             | 26 | 11    | 15    | 1901   | 1913   | -12    | 0.4231   | 37  |
| 10. | Start AZS Lublin             | 26 | 11    | 15    | 1935   | 2013   | -78    | 0.4231   | 37  |
| 11. | PBG Basket Poznań            | 26 | 10    | 16    | 2057   | 2146   | -89    | 0.3846   | 36  |
| 12. | Spójnia Stargard Szczeciński | 26 | 10    | 16    | 1786   | 1976   | -190   | 0.3846   | 36  |
| 13. | Tarnovia Tarnowo Podgórne    | 26 | 9     | 17    | 1948   | 2042   | -94    | 0.3462   | 35  |
| 14. | Sportowiec Częstochowa       | 26 | 9     | 17    | 2016   | 2134   | -118   | 0.3462   | 35  |

### Wyniki
| Gospodarz/Gość               | ZLG   | KWI   | POZ    | ŁAŃ   | RZE   | TAR   | INO     | CZĘ    | STG   | STW    | LUB    | TRG   | WAŁ   | PRU     |
| ---------------------------- | ----- | ----- | ------ | ----- | ----- | ----- | ------- | ------ | ----- | ------ | ------ | ----- | ----- | ------- |
| Grono Zielona Góra           | —     | 67–58 | 66–56  | 82–62 | 82–46 | 58–60 | 46–62   | 67–48  | 75–60 | 79–64  | 63–39  | 62–65 | 61–45 | 63–72   |
| MTS Basket Kwidzyn           | 70–62 | —     | 101–49 | 65–63 | 79–95 | 91–66 | 70–67   | 80–78  | 64–67 | 75–58  | 83–76  | 94–84 | 87–64 | 92–83   |
| PBG Basket Poznań            | 67–75 | 74–72 | —      | 92–79 | 70–82 | 87–94 | 102–86  | 109–81 | 75–80 | 97–94  | 92–74  | 88–86 | 78–80 | 118–115 |
| PTG Sokół Łańcut             | 61–62 | 78–70 | 79–67  | —     | 76–90 | 80–63 | 80–79   | 88–93  | 75–55 | 74–93  | 92–51  | 75–60 | 68–94 | 63–70   |
| Resovia Rzeszów              | 66–70 | 77–96 | 82–97  | 51–58 | —     | 84–82 | 97–103  | 65–72  | 96–72 | 76–75  | 89–70  | 92–81 | 95–83 | 74–72   |
| Siarka Jezioro Tarnobrzeg    | 61–80 | 85–72 | 83–70  | 89–82 | 84–87 | —     | 92–85   | 81–78  | 85–57 | 83–77  | 86–89  | 96–89 | 85–75 | 82–93   |
| Sportino Inowrocław          | 68–77 | 67–59 | 66–61  | 81–75 | 90–84 | 69–64 | —       | 95–74  | 96–66 | 82–77  | 84–71  | 90–71 | 64–76 | 89–96   |
| Sportowiec Częstochowa       | 59–81 | 85–95 | 97–87  | 84–92 | 92–86 | 76–86 | 103–105 | —      | 89–92 | 103–79 | 00–20  | 75–80 | 81–80 | 88–91   |
| Spójnia Stargard Szczeciński | 55–63 | 68–62 | 67–66  | 61–70 | 62–88 | 75–82 | 80–69   | 73–84  | —     | 70–62  | 76–70  | 67–77 | 67–79 | 74–77   |
| Stal Stalowa Wola            | 56–51 | 62–93 | 74–69  | 77–68 | 97–71 | 86–57 | 86–70   | 83–65  | 88–70 | —      | 72–75  | 83–67 | 95–98 | 92–94   |
| Start AZS Lublin             | 68–72 | 94–87 | 89–81  | 74–70 | 84–80 | 92–77 | 55–56   | 73–80  | 68–71 | 93–99  | —      | 93–81 | 63–74 | 70–72   |
| Tarnovia Tarnowo Podgórne    | 82–88 | 66–78 | 76–84  | 58–52 | 78–74 | 77–60 | 68–76   | 80–58  | 72–80 | 64–94  | 99–87  | —     | 75–77 | 84–90   |
| Victoria Górnik Wałbrzych    | 62–57 | 76–78 | 84–51  | 84–69 | 75–63 | 81–77 | 59–60   | 80–75  | 63–57 | 89–62  | 86–101 | 65–55 | —     | 92–70   |
| Znicz Basket Pruszków        | 67–86 | 60–88 | 84–70  | 68–72 | 83–72 | 84–72 | 63–74   | 86–98  | 81–64 | 87–89  | 91–96  | 64–73 | 71–80 | —       |

### Mecz po meczu – zwycięstwa, porażki
| Drużyna \ Mecz               | 1                  | 2 | 3 | 4 | 5 | 6 | 7 | 8 | 9 | 10 | 11 | 12 | 13 | 14 | 15 | 16 | 17 | 18 | 19 | 20 | 21 | 22 | 23 | 24 | 25 | 26 | Poz. |    |
| ---------------------------- | ------------------ | - | - | - | - | - | - | - | - | -- | -- | -- | -- | -- | -- | -- | -- | -- | -- | -- | -- | -- | -- | -- | -- | -- | ---- | -- |
| Drużyna \ Mecz               | Grono Zielona Góra | Z | Z | Z | Z | Z | Z | P | P | Z  | Z  | P  | Z  | Z  | Z  | P  | Z  | Z  | P  | Z  | Z  | Z  | Z  | P  | Z  | P  | Z    | 1. |
| MTS Basket Kwidzyn           | Z                  | P | Z | Z | P | Z | P | Z | Z | P  | Z  | P  | Z  | P  | Z  | P  | Z  | P  | Z  | Z  | Z  | Z  | Z  | P  | Z  | Z  | 3.   |    |
| PBG Basket Poznań            | P                  | Z | P | P | P | P | P | P | P | Z  | Z  | P  | Z  | P  | P  | Z  | Z  | P  | Z  | P  | P  | Z  | Z  | P  | Z  | P  | 11.  |    |
| PTG Sokół Łańcut             | P                  | Z | Z | P | P | Z | P | Z | Z | P  | Z  | P  | P  | Z  | P  | P  | Z  | Z  | Z  | P  | P  | P  | P  | P  | Z  | P  | 9.   |    |
| Resovia Rzeszów              | Z                  | Z | P | Z | P | P | Z | P | Z | Z  | P  | Z  | P  | P  | P  | Z  | P  | P  | P  | P  | Z  | P  | Z  | P  | Z  | Z  | 8.   |    |
| Siarka Jezioro Tarnobrzeg    | Z                  | P | P | Z | Z | P | Z | Z | Z | P  | Z  | P  | P  | P  | Z  | Z  | P  | Z  | P  | Z  | Z  | P  | P  | P  | Z  | P  | 7.   |    |
| Sportino Inowrocław          | P                  | Z | Z | Z | Z | Z | Z | Z | P | P  | P  | Z  | P  | Z  | Z  | P  | P  | Z  | Z  | P  | Z  | Z  | Z  | Z  | P  | Z  | 4.   |    |
| Sportowiec Częstochowa       | Z                  | P | P | P | P | Z | P | Z | P | P  | Z  | P  | P  | P  | P  | P  | P  | P  | P  | P  | P  | P  | Z  | P  | P  | Z  | 14.  |    |
| Spójnia Stargard Szczeciński | P                  | Z | P | P | Z | P | Z | P | Z | P  | P  | P  | P  | Z  | Z  | Z  | P  | Z  | P  | Z  | P  | P  | P  | P  | P  | Z  | 12.  |    |
| Stal Stalowa Wola            | Z                  | P | Z | Z | P | P | P | Z | P | Z  | P  | Z  | Z  | P  | P  | P  | Z  | Z  | Z  | Z  | P  | P  | Z  | Z  | P  | P  | 5.   |    |
| Start AZS Lublin             | P                  | P | P | P | Z | Z | P | P | P | Z  | P  | Z  | Z  | Z  | P  | Z  | Z  | P  | P  | Z  | P  | P  | P  | Z  | P  | Z  | 10.  |    |
| Tarnovia Tarnowo Podgórne    | P                  | P | P | P | P | P | Z | P | P | P  | P  | Z  | Z  | P  | Z  | Z  | P  | Z  | P  | P  | P  | Z  | P  | Z  | Z  | P  | 13.  |    |
| Victoria Górnik Wałbrzych    | Z                  | Z | Z | P | P | P | Z | Z | P | Z  | Z  | Z  | Z  | Z  | Z  | P  | Z  | Z  | P  | Z  | Z  | Z  | P  | Z  | Z  | P  | 2.   |    |
| Znicz Basket Pruszków        | P                  | P | Z | Z | Z | Z | Z | P | Z | Z  | Z  | P  | P  | Z  | Z  | P  | P  | P  | Z  | P  | Z  | P  | Z  | P  | P  | P  | 6.   |    |

### Statystyki po sezonie zasadniczym

#### Liderzy statystyk indywidualnych według średniej
| Kategoria                  | Zawodnik            | Klub                                              | Wynik  |
| -------------------------- | ------------------- | ------------------------------------------------- | ------ |
| Punkty                     | Krzysztof Szubarga  | Sportino Inowrocław                               | 19,46  |
| Zbiórki                    | Tomasz Wojdyła      | PBG Basket Poznań                                 | 9,60   |
| Asysty                     | Marcin Ecka         | Tarnovia Tarnowo Podgórne, Znicz Basket Pruszków  | 5,70   |
| Przechwyty                 | Łukasz Żytko        | Sportino Inowrocław                               | 3,31   |
| Bloki                      | Lisewski            | Stal Stalowa Wola                                 | 2,35   |
| Straty                     | Łukasz Pacocha      | Resovia Rzeszów                                   | 3,83   |
| Faule                      | Jerzy Koszuta       | PTG Sokół Łańcut                                  | 4,04   |
| Czas gry                   | Krzysztof Szubarga  | Sportino Inowrocław                               | 35:50  |
| Skuteczność z gry          | Olejniczak          | MKS Start AZS Lublin                              | 69,10% |
| Skuteczność rzutów wolnych | Wojciech Kukuczka   | Sportowiec Częstochowa, Victoria Górnik Wałbrzych | 90,80% |
| Skuteczność za 3           | Jarosław Kalinowski | Grono Zielona Góra                                | 43,70% |
| Eval                       | Tomasz Wojdyła      | PBG Basket Poznań                                 | 19,40  |

#### Liderzy statystyk drużynowych według średniej
| Kategoria                    | Klub                              | Wynik  |
| ---------------------------- | --------------------------------- | ------ |
| Punkty                       | Sportowiec Częstochowa            | 80,60  |
| Zbiórki                      | MKS Start AZS Lublin              | 34,44  |
| Asysty                       | Sportowiec Częstochowa            | 15,70  |
| Przechwyty                   | Sportowiec Częstochowa            | 12,00  |
| Bloki                        | Resovia Rzeszów Stal Stalowa Wola | 3,38   |
| Straty                       | Victoria Górnik Wałbrzych         | 17,60  |
| Skuteczność z gry            | Victoria Górnik Wałbrzych         | 49,40% |
| Skuteczność z rzutów wolnych | MTS Basket Kwidzyn                | 75,30% |
| Skuteczność za 3             | Grono Zielona Góra                | 36,60% |

## Faza play-out
| 24 marca 2007 17:00 | Raport | Spójnia Stargard Szczeciński 69 – 84 Sportowiec Częstochowa | Spójnia Stargard Szczeciński 69 – 84 Sportowiec Częstochowa | Spójnia Stargard Szczeciński 69 – 84 Sportowiec Częstochowa     |  | Stargard Szczeciński Sędziowie: Paweł Białas, Marek Bąba, Marek Borowy |
| 24 marca 2007 17:00 | Raport | Rezultaty w kwartach: 19–18, 16–22, 13–20, 21–24            |                                                             |                                                                 |  | Stargard Szczeciński Sędziowie: Paweł Białas, Marek Bąba, Marek Borowy |
| 24 marca 2007 17:00 | Raport | Pkt: Sudowski 15 Zb: Molenda 11 As: Łukomski 7              |                                                             | Pkt: Czajkowski 17 Zb: trzech zawodników po 5 As: Mrówczyński 5 |  | Stargard Szczeciński Sędziowie: Paweł Białas, Marek Bąba, Marek Borowy |

| 1 kwietnia 2007 17:00 | Raport | Sportowiec Częstochowa 84 – 76 Spójnia Stargard Szczeciński      | Sportowiec Częstochowa 84 – 76 Spójnia Stargard Szczeciński | Sportowiec Częstochowa 84 – 76 Spójnia Stargard Szczeciński |  | Częstochowa Sędziowie: Marcin Koralewski, Miłosz Tracz, Jakub Kotulski |
| 1 kwietnia 2007 17:00 | Raport | Rezultaty w kwartach: 18–16, 18–21, 23–17, 25–22                 |                                                             |                                                             |  | Częstochowa Sędziowie: Marcin Koralewski, Miłosz Tracz, Jakub Kotulski |
| 1 kwietnia 2007 17:00 | Raport | Pkt: Czajkowski 22 Zb: Czajkowski 16 As: Trepka 5                |                                                             | Pkt: Gliszczyński 25 Zb: Soczewski 7 As: Prus 5             |  | Częstochowa Sędziowie: Marcin Koralewski, Miłosz Tracz, Jakub Kotulski |
| 1 kwietnia 2007 17:00 | Raport | Sportowiec Częstochowa wygrywa serię 2–0 i utrzymuje się w lidze |                                                             |                                                             |  | Częstochowa Sędziowie: Marcin Koralewski, Miłosz Tracz, Jakub Kotulski |

| 24 marca 2007 17:00 | Raport | PBG Basket Poznań 88 – 90 Tarnovia Tarnowo Podgórne | PBG Basket Poznań 88 – 90 Tarnovia Tarnowo Podgórne | PBG Basket Poznań 88 – 90 Tarnovia Tarnowo Podgórne |  | Poznań Sędziowie: Jacek Litawa, Robert Mordal, Tomasz Tomaszewski |
| 24 marca 2007 17:00 | Raport | Rezultaty w kwartach: 29–22, 18–19, 21–31, 20–18    |                                                     |                                                     |  | Poznań Sędziowie: Jacek Litawa, Robert Mordal, Tomasz Tomaszewski |
| 24 marca 2007 17:00 | Raport | Pkt: Wojdyła 21 Zb: Wojdyła 11 As: Surówka 5        |                                                     | Pkt: Pięta 17 Zb: Dłoniak, Pięta 7 As: Krajewski 7  |  | Poznań Sędziowie: Jacek Litawa, Robert Mordal, Tomasz Tomaszewski |

| 2 kwietnia 2007 18:00 | Raport | Tarnovia Tarnowo Podgórne 85 – 78 PBG Basket Poznań                 | Tarnovia Tarnowo Podgórne 85 – 78 PBG Basket Poznań | Tarnovia Tarnowo Podgórne 85 – 78 PBG Basket Poznań |  | Tarnowo Podgórne Sędziowie: Marek Bąba, Robert Zając, Grzegorz Łata |
| 2 kwietnia 2007 18:00 | Raport | Rezultaty w kwartach: 24–20, 20–10, 20–21, 21–17                    |                                                     |                                                     |  | Tarnowo Podgórne Sędziowie: Marek Bąba, Robert Zając, Grzegorz Łata |
| 2 kwietnia 2007 18:00 | Raport | Pkt: Kałowski 26 Zb: Pięta, Szyttenholm 6 As: Krajewski 4           |                                                     | Pkt: Surówka 14 Zb: Bartosz 5 As: Surówka 4         |  | Tarnowo Podgórne Sędziowie: Marek Bąba, Robert Zając, Grzegorz Łata |
| 2 kwietnia 2007 18:00 | Raport | Tarnovia Tarnowo Podgórne wygrywa serię 2–0 i utrzymuje się w lidze |                                                     |                                                     |  | Tarnowo Podgórne Sędziowie: Marek Bąba, Robert Zając, Grzegorz Łata |

### o utrzymanie
| 14 kwietnia 2007 16:30 | Raport | Spójnia Stargard Szczeciński 69 – 55 PBG Basket Poznań | Spójnia Stargard Szczeciński 69 – 55 PBG Basket Poznań | Spójnia Stargard Szczeciński 69 – 55 PBG Basket Poznań |  | Stargard Szczeciński Sędziowie: Waldemar Wesołowski, Damian Ottenburger, Krzysztof Tuński |
| 14 kwietnia 2007 16:30 | Raport | Rezultaty w kwartach: 15–21, 15–13, 18–12, 21–9        |                                                        |                                                        |  | Stargard Szczeciński Sędziowie: Waldemar Wesołowski, Damian Ottenburger, Krzysztof Tuński |
| 14 kwietnia 2007 16:30 | Raport | Pkt: Gliszczyński 19 Zb: Molenda 7 As: Prus 5          |                                                        | Pkt: Mowlik 11 Zb: Wojdyła 8 As: Gacek 2               |  | Stargard Szczeciński Sędziowie: Waldemar Wesołowski, Damian Ottenburger, Krzysztof Tuński |

| 19 kwietnia 2007 18:00 | Raport | PBG Basket Poznań 80 – 65 Spójnia Stargard Szczeciński | PBG Basket Poznań 80 – 65 Spójnia Stargard Szczeciński | PBG Basket Poznań 80 – 65 Spójnia Stargard Szczeciński      |  | Poznań Sędziowie: Marek Mojka, Andrzej Bartocha, Dariusz Nejman |
| 19 kwietnia 2007 18:00 | Raport | Rezultaty w kwartach: 14–14, 27–20, 15–21, 24–10       |                                                        |                                                             |  | Poznań Sędziowie: Marek Mojka, Andrzej Bartocha, Dariusz Nejman |
| 19 kwietnia 2007 18:00 | Raport | Pkt: Surówka 22 Zb: Wojdyła 11 As: Surówka 5           |                                                        | Pkt: Sudowski 20 Zb: Molenda 8 As: czterech zawodników po 2 |  | Poznań Sędziowie: Marek Mojka, Andrzej Bartocha, Dariusz Nejman |

| 25 kwietnia 2007 18:00 | Raport | Spójnia Stargard Szczeciński 67 – 70 PBG Basket Poznań                                                           | Spójnia Stargard Szczeciński 67 – 70 PBG Basket Poznań | Spójnia Stargard Szczeciński 67 – 70 PBG Basket Poznań |  | Stargard Szczeciński Sędziowie: Jacek Litawa, Grzegorz Łata, Bartłomiej Wojdak |
| 25 kwietnia 2007 18:00 | Raport | Rezultaty w kwartach: 13–19, 25–15, 18–16, 11–20                                                                 |                                                        |                                                        |  | Stargard Szczeciński Sędziowie: Jacek Litawa, Grzegorz Łata, Bartłomiej Wojdak |
| 25 kwietnia 2007 18:00 | Raport | Pkt: Prus 14 Zb: Prus 5 As: czterech zawodników po 3                                                             |                                                        | Pkt: Małecki 16 Zb: Wojdyła 15 As: Surówka 9           |  | Stargard Szczeciński Sędziowie: Jacek Litawa, Grzegorz Łata, Bartłomiej Wojdak |
| 25 kwietnia 2007 18:00 | Raport | PBG Basket Poznań wygrywa serię 2–1 i utrzymuje się w lidze, natomiast Spójnia Stargard Szczeciński spada z ligi |                                                        |                                                        |  | Stargard Szczeciński Sędziowie: Jacek Litawa, Grzegorz Łata, Bartłomiej Wojdak |

## Faza play-off
|  |             |                           |             |                           |   |          |                     |          |  |  |       |       |       |
|  | Ćwierćfinał | Ćwierćfinał               | Ćwierćfinał |                           |   | Półfinał | Półfinał            | Półfinał |  |  | Finał | Finał | Finał |
|  | Ćwierćfinał | Ćwierćfinał               | Ćwierćfinał |                           |   | Półfinał | Półfinał            | Półfinał |  |  | Finał | Finał | Finał |
|  |             |                           |             |                           |   |          |                     |          |  |  |       |       |       |
|  |             |                           |             |                           |   |          |                     |          |  |  |       |       |       |
|  | 1           | Grono Zielona Góra        | 3           |                           |   |          |                     |          |  |  |       |       |       |
|  | 1           | Grono Zielona Góra        | 3           |                           |   |          |                     |          |  |  |       |       |       |
|  | 8           | Resovia Rzeszów           | 0           |                           |   |          |                     |          |  |  |       |       |       |
|  | 8           | Resovia Rzeszów           | 0           |                           |   | 1        | Grono Zielona Góra  | 1        |  |  |       |       |       |
|  |             |                           |             |                           |   | 1        | Grono Zielona Góra  | 1        |  |  |       |       |       |
|  |             |                           | 3           | MTS Basket Kwidzyn        | 3 |          |                     |          |  |  |       |       |       |
|  | 3           | MTS Basket Kwidzyn        | 3           | MTS Basket Kwidzyn        | 3 | 3        |                     |          |  |  |       |       |       |
|  | 3           | MTS Basket Kwidzyn        |             |                           |   |          |                     |          |  |  |       |       |       |
|  | 6           | Znicz Basket Pruszków     | 2           |                           |   |          |                     |          |  |  |       |       |       |
|  | 6           | Znicz Basket Pruszków     | 2           |                           |   | 3        | MTS Basket Kwidzyn  | 2        |  |  |       |       |       |
|  |             |                           |             |                           |   |          |                     |          |  |  |       |       |       |
|  |             |                           | 2           | Victoria Górnik Wałbrzych | 0 |          |                     |          |  |  |       |       |       |
|  | 4           | Sportino Inowrocław       | 2           | Victoria Górnik Wałbrzych | 0 | 3        |                     |          |  |  |       |       |       |
|  | 4           | Sportino Inowrocław       |             |                           |   |          |                     |          |  |  |       |       |       |
|  | 5           | Stal Stalowa Wola         | 0           |                           |   |          |                     |          |  |  |       |       |       |
|  | 5           | Stal Stalowa Wola         | 0           |                           |   | 4        | Sportino Inowrocław | 2        |  |  |       |       |       |
|  |             |                           |             |                           |   | 4        | Sportino Inowrocław | 2        |  |  |       |       |       |
|  |             |                           | 2           | Victoria Górnik Wałbrzych | 3 |          |                     |          |  |  |       |       |       |
|  | 2           | Victoria Górnik Wałbrzych | 2           | Victoria Górnik Wałbrzych | 3 | 3        |                     |          |  |  |       |       |       |
|  | 2           | Victoria Górnik Wałbrzych |             |                           |   |          |                     |          |  |  |       |       |       |
|  | 7           | Siarka Jezioro Tarnobrzeg | 1           |                           |   |          |                     |          |  |  |       |       |       |
|  | 7           | Siarka Jezioro Tarnobrzeg | 1           |                           |   |          |                     |          |  |  |       |       |       |

### Ćwierćfinały
| 24 marca 2007 17:00 | Raport | Grono Zielona Góra 77 – 58 Resovia Rzeszów                          | Grono Zielona Góra 77 – 58 Resovia Rzeszów | Grono Zielona Góra 77 – 58 Resovia Rzeszów       |  | Zielona Góra Sędziowie: Waldemar Wesołowski, Bartłomiej Wojdak, Piotr Kustosz |
| 24 marca 2007 17:00 | Raport | Rezultaty w kwartach: 24–9, 24–12, 16–17, 13–20                     |                                            |                                                  |  | Zielona Góra Sędziowie: Waldemar Wesołowski, Bartłomiej Wojdak, Piotr Kustosz |
| 24 marca 2007 17:00 | Raport | Pkt: Szcześniak 13 Zb: Chodkiewicz 7 As: Morkowski, Szcześniak po 3 |                                            | Pkt: Briegmann 12 Zb: Briegmann 10 As: Pacocha 2 |  | Zielona Góra Sędziowie: Waldemar Wesołowski, Bartłomiej Wojdak, Piotr Kustosz |

| 25 marca 2007 17:00 | Raport | Grono Zielona Góra 84 – 69 Resovia Rzeszów             | Grono Zielona Góra 84 – 69 Resovia Rzeszów | Grono Zielona Góra 84 – 69 Resovia Rzeszów                     |  | Zielona Góra Sędziowie: Paweł Białas, Marek Borowy, Jacek Chrząszcz |
| 25 marca 2007 17:00 | Raport | Rezultaty w kwartach: 24–21, 22–13, 21–18, 17–17       |                                            |                                                                |  | Zielona Góra Sędziowie: Paweł Białas, Marek Borowy, Jacek Chrząszcz |
| 25 marca 2007 17:00 | Raport | Pkt: Chodkiewicz 18 Zb: Chodkiewicz 9 As: Kalinowski 5 |                                            | Pkt: Szczepaniak 16 Zb: Briegmann 5 As: trzech zawodników po 4 |  | Zielona Góra Sędziowie: Paweł Białas, Marek Borowy, Jacek Chrząszcz |

| 3 kwietnia 2007 18:00 | Raport | Resovia Rzeszów 64 – 74 Grono Zielona Góra                   | Resovia Rzeszów 64 – 74 Grono Zielona Góra | Resovia Rzeszów 64 – 74 Grono Zielona Góra                     |  | Rzeszów Sędziowie: Marek Mojka, Andrzej Bartocha, Mariusz Godek |
| 3 kwietnia 2007 18:00 | Raport | Rezultaty w kwartach: 10–20, 18–32, 20–17, 16–5              |                                            |                                                                |  | Rzeszów Sędziowie: Marek Mojka, Andrzej Bartocha, Mariusz Godek |
| 3 kwietnia 2007 18:00 | Raport | Pkt: Briegmann 11 Zb: Briegmann 6 As: trzech zawodników po 2 |                                            | Pkt: Kalinowski 22 Zb: trzech zawodników po 6 As: Szcześniak 3 |  | Rzeszów Sędziowie: Marek Mojka, Andrzej Bartocha, Mariusz Godek |
| 3 kwietnia 2007 18:00 | Raport | Grono Zielona Góra wygrywa serię 3–0                         |                                            |                                                                |  | Rzeszów Sędziowie: Marek Mojka, Andrzej Bartocha, Mariusz Godek |

| 24 marca 2007 17:00 | Raport | MTS Basket Kwidzyn 109 – 67 Znicz Basket Pruszków | MTS Basket Kwidzyn 109 – 67 Znicz Basket Pruszków | MTS Basket Kwidzyn 109 – 67 Znicz Basket Pruszków              |  | Kwidzyn Sędziowie: Marek Mojka, Jakub Kotulski, Mariusz Godek |
| 24 marca 2007 17:00 | Raport | Rezultaty w kwartach: 33–18, 23–12, 28–20, 25–17  |                                                   |                                                                |  | Kwidzyn Sędziowie: Marek Mojka, Jakub Kotulski, Mariusz Godek |
| 24 marca 2007 17:00 | Raport | Pkt: Lofton 19 Zb: Olszewski 6 As: Potulski 5     |                                                   | Pkt: Kołakowski 22 Zb: Bajer, Rybczyński po 5 As: Rybczyński 3 |  | Kwidzyn Sędziowie: Marek Mojka, Jakub Kotulski, Mariusz Godek |

| 25 marca 2007 17:00 | Raport | MTS Basket Kwidzyn 99 – 67 Znicz Basket Pruszków     | MTS Basket Kwidzyn 99 – 67 Znicz Basket Pruszków | MTS Basket Kwidzyn 99 – 67 Znicz Basket Pruszków        |  | Kwidzyn Sędziowie: Sławomir Moszakowski, Grzegorz Łata, Tomasz Tomaszewski |
| 25 marca 2007 17:00 | Raport | Rezultaty w kwartach: 28–21, 24–16, 22–14, 25–16     |                                                  |                                                         |  | Kwidzyn Sędziowie: Sławomir Moszakowski, Grzegorz Łata, Tomasz Tomaszewski |
| 25 marca 2007 17:00 | Raport | Pkt: Andrzejewski 23 Zb: Lewandowski 6 As: Mordzak 8 |                                                  | Pkt: Wołoszyn 23 Zb: Bajer, Kwiatkowski po 7 As: Ecka 5 |  | Kwidzyn Sędziowie: Sławomir Moszakowski, Grzegorz Łata, Tomasz Tomaszewski |

| 31 marca 2007 17:00 | Raport | Znicz Basket Pruszków 95 – 79 MTS Basket Kwidzyn | Znicz Basket Pruszków 95 – 79 MTS Basket Kwidzyn | Znicz Basket Pruszków 95 – 79 MTS Basket Kwidzyn |  | Pruszków Sędziowie: Marek Mojka, Marek Żmuda, Dariusz Nejman |
| 31 marca 2007 17:00 | Raport | Rezultaty w kwartach: 28–17, 18–17, 26–15, 23–30 |                                                  |                                                  |  | Pruszków Sędziowie: Marek Mojka, Marek Żmuda, Dariusz Nejman |
| 31 marca 2007 17:00 | Raport | Pkt: Kwiatkowski 24 Zb: Ecka 7 As: Ecka 8        |                                                  | Pkt: Mazur 26 Zb: Andrzejewski 8 As: Mordzak 4   |  | Pruszków Sędziowie: Marek Mojka, Marek Żmuda, Dariusz Nejman |

| 1 kwietnia 2007 17:00 | Raport | Znicz Basket Pruszków 86 – 84 MTS Basket Kwidzyn                         | Znicz Basket Pruszków 86 – 84 MTS Basket Kwidzyn | Znicz Basket Pruszków 86 – 84 MTS Basket Kwidzyn     |  | Pruszków Sędziowie: Krzysztof Puchałka, Bartłomiej Wojdak, Andrzej Bartocha |
| 1 kwietnia 2007 17:00 | Raport | Rezultaty w kwartach: 20–27, 18–24, 23–19, 25–14                         |                                                  |                                                      |  | Pruszków Sędziowie: Krzysztof Puchałka, Bartłomiej Wojdak, Andrzej Bartocha |
| 1 kwietnia 2007 17:00 | Raport | Pkt: Rybczyński 26 Zb: Ecka, Matuszewski po 8 As: Ecka, Matuszewski po 4 |                                                  | Pkt: Lewandowski 20 Zb: Lewandowski 13 As: Mordzak 3 |  | Pruszków Sędziowie: Krzysztof Puchałka, Bartłomiej Wojdak, Andrzej Bartocha |

| 4 kwietnia 2007 18:00 | Raport | MTS Basket Kwidzyn 92 – 85 Znicz Basket Pruszków   | MTS Basket Kwidzyn 92 – 85 Znicz Basket Pruszków | MTS Basket Kwidzyn 92 – 85 Znicz Basket Pruszków       |  | Kwidzyn Sędziowie: Marek Bąba, Marek Borowy, Jacek Chrząszcz |
| 4 kwietnia 2007 18:00 | Raport | Rezultaty w kwartach: 27–18, 14–18, 30–24, 21–25   |                                                  |                                                        |  | Kwidzyn Sędziowie: Marek Bąba, Marek Borowy, Jacek Chrząszcz |
| 4 kwietnia 2007 18:00 | Raport | Pkt: Puncewicz 24 Zb: Andrzejewski 6 As: Mordzak 8 |                                                  | Pkt: Wołoszyn 14 Zb: trzech zawodników po 4 As: Ecka 5 |  | Kwidzyn Sędziowie: Marek Bąba, Marek Borowy, Jacek Chrząszcz |
| 4 kwietnia 2007 18:00 | Raport | MTS Basket Kwidzyn wygrywa serię 3–2               |                                                  |                                                        |  | Kwidzyn Sędziowie: Marek Bąba, Marek Borowy, Jacek Chrząszcz |

| 24 marca 2007 18:00 | Raport | Sportino Inowrocław 75 – 79 Stal Stalowa Wola    | Sportino Inowrocław 75 – 79 Stal Stalowa Wola | Sportino Inowrocław 75 – 79 Stal Stalowa Wola                |  | Inowrocław Sędziowie: Sławomir Moszakowski, Damian Ottenburger, Robert Zając |
| 24 marca 2007 18:00 | Raport | Rezultaty w kwartach: 30–20, 19–22, 16–16, 10–21 |                                               |                                                              |  | Inowrocław Sędziowie: Sławomir Moszakowski, Damian Ottenburger, Robert Zając |
| 24 marca 2007 18:00 | Raport | Pkt: Szubarga 23 Zb: Gabiński 9 As: Szubarga 6   |                                               | Pkt: Malcherczyk 24 Zb: Lisewski, Szewczyk po 7 As: Pydych 6 |  | Inowrocław Sędziowie: Sławomir Moszakowski, Damian Ottenburger, Robert Zając |

| 25 marca 2007 18:00 | Raport | Sportino Inowrocław 81 – 64 Stal Stalowa Wola               | Sportino Inowrocław 81 – 64 Stal Stalowa Wola | Sportino Inowrocław 81 – 64 Stal Stalowa Wola  |  | Inowrocław Sędziowie: Marek Bąba, Marcin Koralewski, Michał Ksiądz |
| 25 marca 2007 18:00 | Raport | Rezultaty w kwartach: 22–25, 21–14, 18–9, 20–16             |                                               |                                                |  | Inowrocław Sędziowie: Marek Bąba, Marcin Koralewski, Michał Ksiądz |
| 25 marca 2007 18:00 | Raport | Pkt: Szubarga 27 Zb: Gabiński 11 As: trzech zawodników po 3 |                                               | Pkt: Partyka 19 Zb: Nikiel 6 As: Malcherczyk 5 |  | Inowrocław Sędziowie: Marek Bąba, Marcin Koralewski, Michał Ksiądz |

| 3 kwietnia 2007 18:00 | Raport | Stal Stalowa Wola 55 – 73 Sportino Inowrocław   | Stal Stalowa Wola 55 – 73 Sportino Inowrocław | Stal Stalowa Wola 55 – 73 Sportino Inowrocław            |  | Stalowa Wola Sędziowie: Jacek Litawa, Piotr Kustosz, Jacek Rzeszotarski |
| 3 kwietnia 2007 18:00 | Raport | Rezultaty w kwartach: 21–19, 14–19, 6–22, 14–13 |                                               |                                                          |  | Stalowa Wola Sędziowie: Jacek Litawa, Piotr Kustosz, Jacek Rzeszotarski |
| 3 kwietnia 2007 18:00 | Raport | Pkt: Pydych 22 Zb: Lisewski 11 As: Lisewski 3   |                                               | Pkt: Szubarga 18 Zb: Szubarga 8 As: Szubarga, Żytko po 3 |  | Stalowa Wola Sędziowie: Jacek Litawa, Piotr Kustosz, Jacek Rzeszotarski |

| 4 kwietnia 2007 18:00 | Raport | Stal Stalowa Wola 51 – 76 Sportino Inowrocław            | Stal Stalowa Wola 51 – 76 Sportino Inowrocław | Stal Stalowa Wola 51 – 76 Sportino Inowrocław             |  | Stalowa Wola Sędziowie: Paweł Białas, Sławomir Moszakowski, Damian Ottenburger |
| 4 kwietnia 2007 18:00 | Raport | Rezultaty w kwartach: 11–22, 16–17, 10–25, 14–12         |                                               |                                                           |  | Stalowa Wola Sędziowie: Paweł Białas, Sławomir Moszakowski, Damian Ottenburger |
| 4 kwietnia 2007 18:00 | Raport | Pkt: Partyka 17 Zb: trzech zawodników po 6 As: Partyka 2 |                                               | Pkt: Wichniarz, Żytko po 16 Zb: Gabiński 8 As: Szubarga 6 |  | Stalowa Wola Sędziowie: Paweł Białas, Sławomir Moszakowski, Damian Ottenburger |
| 4 kwietnia 2007 18:00 | Raport | Sportino Inowrocław wygrywa serię 3–1                    |                                               |                                                           |  | Stalowa Wola Sędziowie: Paweł Białas, Sławomir Moszakowski, Damian Ottenburger |

| 24 marca 2007 18:00 | Raport | Victoria Górnik Wałbrzych 95 – 81 Siarka Jezioro Tarnobrzeg | Victoria Górnik Wałbrzych 95 – 81 Siarka Jezioro Tarnobrzeg | Victoria Górnik Wałbrzych 95 – 81 Siarka Jezioro Tarnobrzeg |  | Wałbrzych Sędziowie: Krzysztof Puchałka, Marcin Koralewski, Andrzej Bartocha |
| 24 marca 2007 18:00 | Raport | Rezultaty w kwartach: 25–16, 24–25, 24–22, 22–18            |                                                             |                                                             |  | Wałbrzych Sędziowie: Krzysztof Puchałka, Marcin Koralewski, Andrzej Bartocha |
| 24 marca 2007 18:00 | Raport | Pkt: Saran 15 Zb: Nowak 9 As: Glapiński 9                   |                                                             | Pkt: Kardaś 21 Zb: Grzegorzewski 6 As: Grzegorzewski 6      |  | Wałbrzych Sędziowie: Krzysztof Puchałka, Marcin Koralewski, Andrzej Bartocha |

| 25 marca 2007 17:00 | Raport | Victoria Górnik Wałbrzych 108 – 101 Siarka Jezioro Tarnobrzeg | Victoria Górnik Wałbrzych 108 – 101 Siarka Jezioro Tarnobrzeg | Victoria Górnik Wałbrzych 108 – 101 Siarka Jezioro Tarnobrzeg | OT | Wałbrzych Sędziowie: Jacek Litawa, Robert Mordal, Damian Ottenburger |
| 25 marca 2007 17:00 | Raport | Rezultaty w kwartach: 20–19, 24–20, 21–25, 26–27 OT: 17–10    |                                                               |                                                               | OT | Wałbrzych Sędziowie: Jacek Litawa, Robert Mordal, Damian Ottenburger |
| 25 marca 2007 17:00 | Raport | Pkt: Czerwonka 28 Zb: Glapiński 9 As: Glapiński 5             |                                                               | Pkt: Marciniak 29 Zb: Zych 10 As: Kardaś 8                    | OT | Wałbrzych Sędziowie: Jacek Litawa, Robert Mordal, Damian Ottenburger |

| 31 marca 2007 18:45 | Raport | Siarka Jezioro Tarnobrzeg 79 – 74 Victoria Górnik Wałbrzych | Siarka Jezioro Tarnobrzeg 79 – 74 Victoria Górnik Wałbrzych | Siarka Jezioro Tarnobrzeg 79 – 74 Victoria Górnik Wałbrzych |  | Tarnobrzeg Sędziowie: Waldemar Wesołowski, Bartłomiej Wojdak, Piotr Kustosz |
| 31 marca 2007 18:45 | Raport | Rezultaty w kwartach: 25–16, 18–17, 20–23, 16–18            |                                                             |                                                             |  | Tarnobrzeg Sędziowie: Waldemar Wesołowski, Bartłomiej Wojdak, Piotr Kustosz |
| 31 marca 2007 18:45 | Raport | Pkt: Wall 21 Zb: Wall, Zych po 5 As: Grzegorzewski 7        |                                                             | Pkt: Czerwonka 21 Zb: Stokłosa 7 As: Czerwonka 5            |  | Tarnobrzeg Sędziowie: Waldemar Wesołowski, Bartłomiej Wojdak, Piotr Kustosz |

| 1 kwietnia 2007 17:00 | Raport | Siarka Jezioro Tarnobrzeg 86 – 96 Victoria Górnik Wałbrzych | Siarka Jezioro Tarnobrzeg 86 – 96 Victoria Górnik Wałbrzych | Siarka Jezioro Tarnobrzeg 86 – 96 Victoria Górnik Wałbrzych |  | Tarnobrzeg Sędziowie: Marek Żmuda, Tomasz Tomaszewski, Grzegorz Łata |
| 1 kwietnia 2007 17:00 | Raport | Rezultaty w kwartach: 28–20, 21–29, 20–30, 17–17            |                                                             |                                                             |  | Tarnobrzeg Sędziowie: Marek Żmuda, Tomasz Tomaszewski, Grzegorz Łata |
| 1 kwietnia 2007 17:00 | Raport | Pkt: Marciniak 25 Zb: Marciniak 6 As: Kardaś 4              |                                                             | Pkt: Stokłosa 23 Zb: Kukuczka, Nowak 8 As: Nowak 7          |  | Tarnobrzeg Sędziowie: Marek Żmuda, Tomasz Tomaszewski, Grzegorz Łata |
| 1 kwietnia 2007 17:00 | Raport | Victoria Górnik Wałbrzych wygrywa serię 3–1                 |                                                             |                                                             |  | Tarnobrzeg Sędziowie: Marek Żmuda, Tomasz Tomaszewski, Grzegorz Łata |

### Półfinały
| 14 kwietnia 2007 18:00 | Raport | Grono Zielona Góra 84 – 64 MTS Basket Kwidzyn          | Grono Zielona Góra 84 – 64 MTS Basket Kwidzyn | Grono Zielona Góra 84 – 64 MTS Basket Kwidzyn           |  | Zielona Góra Sędziowie: Paweł Białas, Sławomir Moszakowski, Michał Ksiądz |
| 14 kwietnia 2007 18:00 | Raport | Rezultaty w kwartach: 19–16, 26–19, 24–14, 15–15       |                                               |                                                         |  | Zielona Góra Sędziowie: Paweł Białas, Sławomir Moszakowski, Michał Ksiądz |
| 14 kwietnia 2007 18:00 | Raport | Pkt: Szcześniak 19 Zb: Chodkiewicz 11 As: Kalinowski 7 |                                               | Pkt: Puncewicz 13 Zb: Dąbrowski, Lofton 4 As: Mordzak 2 |  | Zielona Góra Sędziowie: Paweł Białas, Sławomir Moszakowski, Michał Ksiądz |

| 15 kwietnia 2007 17:00 | Raport | Grono Zielona Góra 58 – 82 MTS Basket Kwidzyn                   | Grono Zielona Góra 58 – 82 MTS Basket Kwidzyn | Grono Zielona Góra 58 – 82 MTS Basket Kwidzyn |  | Zielona Góra Sędziowie: Marek Bąba, Marek Borowy, Robert Zając |
| 15 kwietnia 2007 17:00 | Raport | Rezultaty w kwartach: 16–22, 13–12, 22–15, 7–33                 |                                               |                                               |  | Zielona Góra Sędziowie: Marek Bąba, Marek Borowy, Robert Zając |
| 15 kwietnia 2007 17:00 | Raport | Pkt: Kalinowski 23 Zb: Chodkiewicz 8 As: trzech zawodników po 1 |                                               | Pkt: Puncewicz 21 Zb: Lofton 9 As: Lofton 5   |  | Zielona Góra Sędziowie: Marek Bąba, Marek Borowy, Robert Zając |

| 21 kwietnia 2007 18:00 | Raport | MTS Basket Kwidzyn 81 – 73 Grono Zielona Góra                   | MTS Basket Kwidzyn 81 – 73 Grono Zielona Góra | MTS Basket Kwidzyn 81 – 73 Grono Zielona Góra         |  | Kwidzyn Sędziowie: Jacek Litawa, Bartłomiej Wojdak, Jakub Kotulski |
| 21 kwietnia 2007 18:00 | Raport | Rezultaty w kwartach: 17–15, 19–16, 14–17, 31–25                |                                               |                                                       |  | Kwidzyn Sędziowie: Jacek Litawa, Bartłomiej Wojdak, Jakub Kotulski |
| 21 kwietnia 2007 18:00 | Raport | Pkt: Lofton 24 Zb: Andrzejewski, Puncewicz po 6 As: Puncewicz 3 |                                               | Pkt: Szcześniak 31 Zb: Chodkiewicz 6 As: Szcześniak 2 |  | Kwidzyn Sędziowie: Jacek Litawa, Bartłomiej Wojdak, Jakub Kotulski |

| 22 kwietnia 2007 17:00 | Raport | MTS Basket Kwidzyn 80 – 73 Grono Zielona Góra                                         | MTS Basket Kwidzyn 80 – 73 Grono Zielona Góra | MTS Basket Kwidzyn 80 – 73 Grono Zielona Góra       |  | Kwidzyn Sędziowie: Marcin Koralewski, Robert Mordal, Wojciech Liszka |
| 22 kwietnia 2007 17:00 | Raport | Rezultaty w kwartach: 31–23, 14–18, 17–15, 18–17                                      |                                               |                                                     |  | Kwidzyn Sędziowie: Marcin Koralewski, Robert Mordal, Wojciech Liszka |
| 22 kwietnia 2007 17:00 | Raport | Pkt: Mordzak 17 Zb: Mazur 7 As: Mordzak 5                                             |                                               | Pkt: Szcześniak 19 Zb: Morkowski 6 As: Szcześniak 2 |  | Kwidzyn Sędziowie: Marcin Koralewski, Robert Mordal, Wojciech Liszka |
| 22 kwietnia 2007 17:00 | Raport | MTS Basket Kwidzyn wygrywa serię 3–1 i awansuje do Polskiej Ligi Koszykówki 2007/2008 |                                               |                                                     |  | Kwidzyn Sędziowie: Marcin Koralewski, Robert Mordal, Wojciech Liszka |

| 14 kwietnia 2007 16:00 | Raport | Victoria Górnik Wałbrzych 69 – 77 Sportino Inowrocław | Victoria Górnik Wałbrzych 69 – 77 Sportino Inowrocław | Victoria Górnik Wałbrzych 69 – 77 Sportino Inowrocław |  | Wałbrzych Sędziowie: Marcin Koralewski, Robert Mordal, Jacek Chrząszcz |
| 14 kwietnia 2007 16:00 | Raport | Rezultaty w kwartach: 16–23, 18–4, 14–17, 21–33       |                                                       |                                                       |  | Wałbrzych Sędziowie: Marcin Koralewski, Robert Mordal, Jacek Chrząszcz |
| 14 kwietnia 2007 16:00 | Raport | Pkt: Czerwonka 19 Zb: Nowak 5 As: Glapiński 4         |                                                       | Pkt: Szubarga 23 Zb: Wichniarz 7 As: Szubarga 7       |  | Wałbrzych Sędziowie: Marcin Koralewski, Robert Mordal, Jacek Chrząszcz |

| 15 kwietnia 2007 17:00 | Raport | Victoria Górnik Wałbrzych 75 – 97 Sportino Inowrocław  | Victoria Górnik Wałbrzych 75 – 97 Sportino Inowrocław | Victoria Górnik Wałbrzych 75 – 97 Sportino Inowrocław |  | Wałbrzych Sędziowie: Krzysztof Puchałka, Bartłomiej Wojdak, Andrzej Bartocha |
| 15 kwietnia 2007 17:00 | Raport | Rezultaty w kwartach: 20–22, 18–27, 17–24, 20–24       |                                                       |                                                       |  | Wałbrzych Sędziowie: Krzysztof Puchałka, Bartłomiej Wojdak, Andrzej Bartocha |
| 15 kwietnia 2007 17:00 | Raport | Pkt: Nowak 23 Zb: Nowak 8 As: Glapiński, Stokłosa po 3 |                                                       | Pkt: Wichniarz 24 Zb: Gabiński 9 As: Szubarga 7       |  | Wałbrzych Sędziowie: Krzysztof Puchałka, Bartłomiej Wojdak, Andrzej Bartocha |

| 21 kwietnia 2007 18:00 | Raport | Sportino Inowrocław 62 – 63 Victoria Górnik Wałbrzych | Sportino Inowrocław 62 – 63 Victoria Górnik Wałbrzych | Sportino Inowrocław 62 – 63 Victoria Górnik Wałbrzych               |  | Inowrocław Sędziowie: Damian Ottenburger, Piotr Kustosz, Grzegorz Łata |
| 21 kwietnia 2007 18:00 | Raport | Rezultaty w kwartach: 13–17, 22–17, 17–13, 10–16      |                                                       |                                                                     |  | Inowrocław Sędziowie: Damian Ottenburger, Piotr Kustosz, Grzegorz Łata |
| 21 kwietnia 2007 18:00 | Raport | Pkt: Szubarga 23 Zb: Małecki 8 As: Szubarga 4         |                                                       | Pkt: Kukuczka, Stokłosa 20 Zb: Kukuczka 13 As: Kowalski, Saran po 2 |  | Inowrocław Sędziowie: Damian Ottenburger, Piotr Kustosz, Grzegorz Łata |

| 22 kwietnia 2007 17:30 | Raport | Sportino Inowrocław 75 – 84 Victoria Górnik Wałbrzych  | Sportino Inowrocław 75 – 84 Victoria Górnik Wałbrzych | Sportino Inowrocław 75 – 84 Victoria Górnik Wałbrzych |  | Inowrocław Sędziowie: Marek Żmuda, Mariusz Godek, Jacek Rzeszotarski |
| 22 kwietnia 2007 17:30 | Raport | Rezultaty w kwartach: 26–20, 16–19, 10–19, 23–26       |                                                       |                                                       |  | Inowrocław Sędziowie: Marek Żmuda, Mariusz Godek, Jacek Rzeszotarski |
| 22 kwietnia 2007 17:30 | Raport | Pkt: Żytko 28 Zb: Cywiński 7 As: Wichniarz, Żytko po 3 |                                                       | Pkt: Stokłosa 28 Zb: Salamonik 10 As: Stokłosa 6      |  | Inowrocław Sędziowie: Marek Żmuda, Mariusz Godek, Jacek Rzeszotarski |

| 25 kwietnia 2007 19:30 | Raport | Victoria Górnik Wałbrzych 88 – 74 Sportino Inowrocław                                        | Victoria Górnik Wałbrzych 88 – 74 Sportino Inowrocław | Victoria Górnik Wałbrzych 88 – 74 Sportino Inowrocław |  | Wałbrzych Sędziowie: Waldemar Wesołowski, Robert Mordal, Damian Ottenburger |
| 25 kwietnia 2007 19:30 | Raport | Rezultaty w kwartach: 24–19, 23–18, 17–22, 24–15                                             |                                                       |                                                       |  | Wałbrzych Sędziowie: Waldemar Wesołowski, Robert Mordal, Damian Ottenburger |
| 25 kwietnia 2007 19:30 | Raport | Pkt: Stokłosa 23 Zb: Nowak 11 As: Stokłosa 5                                                 |                                                       | Pkt: Wichniarz 20 Zb: Wichniarz 7 As: Szubarga 5      |  | Wałbrzych Sędziowie: Waldemar Wesołowski, Robert Mordal, Damian Ottenburger |
| 25 kwietnia 2007 19:30 | Raport | Victoria Górnik Wałbrzych wygrywa serię 3–2 i awansuje do Polskiej Ligi Koszykówki 2007/2008 |                                                       |                                                       |  | Wałbrzych Sędziowie: Waldemar Wesołowski, Robert Mordal, Damian Ottenburger |

### Finał
| 28 kwietnia 2007 18:00 | Raport | MTS Basket Kwidzyn 86 – 79 Victoria Górnik Wałbrzych | MTS Basket Kwidzyn 86 – 79 Victoria Górnik Wałbrzych | MTS Basket Kwidzyn 86 – 79 Victoria Górnik Wałbrzych |  | Kwidzyn Sędziowie: Jacek Litawa, Bartłomiej Wojdak, Grzegorz Łata |
| 28 kwietnia 2007 18:00 | Raport | Rezultaty w kwartach: 13–18, 29–24, 24–15, 20–22     |                                                      |                                                      |  | Kwidzyn Sędziowie: Jacek Litawa, Bartłomiej Wojdak, Grzegorz Łata |
| 28 kwietnia 2007 18:00 | Raport | Pkt: Lofton 26 Zb: Lofton 8 As: Mordzak 11           |                                                      | Pkt: Nowak 23 Zb: Nowak 9 As: Kowalski 4             |  | Kwidzyn Sędziowie: Jacek Litawa, Bartłomiej Wojdak, Grzegorz Łata |

| 5 maja 2007 16:00 | Raport | Victoria Górnik Wałbrzych 68 – 85 MTS Basket Kwidzyn              | Victoria Górnik Wałbrzych 68 – 85 MTS Basket Kwidzyn | Victoria Górnik Wałbrzych 68 – 85 MTS Basket Kwidzyn           |  | Wałbrzych Sędziowie: Paweł Białas, Marcin Koralewski, Robert Mordal |
| 5 maja 2007 16:00 | Raport | Rezultaty w kwartach: 18–24, 17–17, 23–14, 10–30                  |                                                      |                                                                |  | Wałbrzych Sędziowie: Paweł Białas, Marcin Koralewski, Robert Mordal |
| 5 maja 2007 16:00 | Raport | Pkt: Salamonik 24 Zb: Salamonik 8 As: Lewandowski, Glapiński po 5 |                                                      | Pkt: Olszewski 19 Zb: Olszewski 6 As: Milewski, Olszewski po 5 |  | Wałbrzych Sędziowie: Paweł Białas, Marcin Koralewski, Robert Mordal |
| 5 maja 2007 16:00 | Raport | MTS Basket Kwidzyn wygrywa dwumecz i zostaje mistrzem I ligi      |                                                      |                                                                |  | Wałbrzych Sędziowie: Paweł Białas, Marcin Koralewski, Robert Mordal |

## Klasyfikacja końcowa
| Lp. | Klub                         |
| --- | ---------------------------- |
|     | MTS Basket Kwidzyn           |
|     | Victoria Górnik Wałbrzych    |
|     | Sportino Inowrocław          |
| 4.  | Zastal Zielona Góra          |
| 5.  | Stal Stalowa Wola            |
| 6.  | Znicz Basket Pruszków        |
| 7.  | Siarka Jezioro Tarnobrzeg    |
| 8.  | Resovia Rzeszów              |
| 9.  | PTG Sokół Łańcut             |
| 10. | Start AZS Lublin             |
| 11. | Tarnovia Tarnowo Podgórne    |
| 12. | Sportowiec Częstochowa       |
| 13. | PBG Basket Poznań            |
| 14. | Spójnia Stargard Szczeciński |